# Ravnik (gmina Bloke)
Ravnik – wieś w Słowenii, w gminie Bloke. W 2018 roku liczyła 37 mieszkańców.